# Martinho Oprzadek
Martinho Oprzadek é um beato da Igreja Católica. Nascido na Polônia, foi presbítero franciscano e mártir. Foi morto em 1942, em Hartheim, próximo a Linz, na Áustria.